# DC 타이탄
《DC 타이탄》(Titans)은 DC 코믹스 팀인 틴 타이탄을 기반으로 DC 유니버스에서 출시하는 미국 웹 TV 시리즈이다. 아키바 골즈먼, 제프 존스, 그레그 벌랜티가 제작했으며 브렌턴 스웨이츠가 타이탄즈의 리더인 로빈(딕 그레이슨)을, 스타파이어를 애나 디옵이, 레이븐을 티건 크로프트가, 비스트보이의 라이언 포터가 역할을 맡았다. DC 타이탄은 2018년 10월 12일에 처음 방영했고 시즌 1은 11개의 에피소드로 구성되었다. 시리즈의 방영을 앞두고 DC 타이탄은 시즌 2 제작에 들어갔다.
틴 타이탄을 기반으로 실사화한 시리즈로 골즈먼 및 마크 하임스가 견본을 작성하면서 케이블 채널 TNT를 위해 2014년 9월 제작에 들어갔다. 파일럿은 2014년 12월까지 완성하기로 되어있었지만 결실을 맺지 못했고 TNT는 2016년 1월에 더 이상 프로젝트를 진행하지 않을 것이라고 발표했다. 2017년 4월 골즈먼, 존스, 벌랜티와 함께 DC 코믹스가 새로운 소비자 직접 디지털 서비스를 위한 시리즈가 다시 제작 중이라고 발표되었다. 브렌턴 스웨이츠는 2017년 9월에 딕 그레이슨으로 캐스팅되었으며 그 외 주연인물은 2017년 8월과 10월 사이에 캐스팅되었다. 2018년 5월 스핀 오프 시리즈인 둠 패트롤이 발표되었는데 DC 타이탄 방영 이후에 다뤄진다.

## 개요
딕 그레이슨과 레이첼 로스가 지구 전체를 위협하는 음모를 막기 위해 도움을 필요로 할 때 코리 앤더스와 가필드 로건과 힘을 합쳐 타이탄즈를 결성한다.

## 캐스팅 및 등장인물

DC 타이탄의 주연인 가필드 로건(포터), 레이첼 로스(크로프트), 리차드 그레이슨(스웨이츠), 코리 앤더스(디옵).

### 주요인물
- 리차드 "딕" 그레이슨(브렌턴 스웨이츠): 전 서커스 곡예단원으로 부모님이 사망 한 후 배트맨의 사이드킥인 로빈으로 범죄자와 싸우기 위해 훈련을 받았다. 성년기에 디트로이트시 형사가 된 딕은 멘토의 그늘에서 벗어나 로빈 복장을 불태우고 새로운 영웅 그룹의 리더가 된다.[2][3] 토마소 사넬리는 딕 그레이슨의 어린 시절을 연기한 아역배우이다.
- 코리 앤더스 / 스타파이어(애나 디옵): 과거 잃어버린 기억의 단서를 찾아 레이첼을 추적하는 강력한 여성.[4] 그녀는 행성 파괴를 필사적으로 막으려다 결국 자신이 타마란 행성 출신임을 알게 된다.
- 레이첼 로스(티건 크로프트): 악마의 딸이자 감정에 이끌리면 힘을 발휘하는 신비한 어린 소녀.[5][1] 크로프트는 레이첼과 딕의 관계가 관계는 서로가 버림받은 감정을 공유한 이후로 아버지와 딸의 관계보다 더 가까워짐을 발견한다.[6]
- 가필드 "가" 로건(라이언 포터): 둠 패트롤의 전 멤버로 치명적인 질병인 사쿠티아를 치료한 약물의 부작용으로 인해 호랑이로 변신할 수 있는 능력을 얻었다.[7]

### 등장인물
- 던 그레인저 / 도브(밍카 켈리): 파트너이자 남자 친구인 호크와 함께 자경단으로 범죄와 싸우는 전직 발레리나.[8]
- 행크 홀 / 호크(앨런 리치슨): 전 대학 미식 축구 선수이자 다혈질에 공격적인 멍청이로 파트너이자 여자 친구인 도브와 범죄에 맞서 싸운다.[9]
- 핵가족 아빠(제프 클라크): 핵가족의 아버지.
- 핵가족 엄마(멜로디 존슨): 핵가족의 어머니.
- 핵가족 딸(제니 로스): 핵가족의 딸.
- 핵가족 아들(로간 톰슨): 핵가족의 아들.
- 애덤슨 박사(리드 버드니)
- 제이슨 토드(커런 월터스): 현재 배트맨의 사이드킥이자 두 번째 로빈. 다음은 감독인 그렉 워커의 언급이다. "억제되지 않은 제이슨의 자아가 부족한 면을 좋아했지만 자의식은 자신의 행동과 세계를 겪어감에 따라 바뀔 수 있다. 그는 어둠에 전혀 영향을 받지 않았고 어둠을 수용하거나 정면 돌파한다. 그는 무엇에도 물들지 않았고 그것이 내가 그를 사랑하는 이유이다. 그는 담력이 있고 부담을 전혀 느끼지 않는 억제를 모르는 인물이다. 거기에는 많은 에너지가 있다."[10]
- 안젤라 아자라스(레이철 니컬스): 레이첼의 친어머니.[11]
- 도나 트로이(코너 레슬리): 원더 우먼의 사이드킥으로 딕의 어린시절 가장 친한 친구지만 지금은 조나운 원더걸 (Wonder Girl)의 어린 시절 가장 친한 친구였지만 지금은 사진기사이다. 설득의 올가미도 가지고 있다.[12] 앤디 휴빅은 어린시절의 도나 트로이를 연기했다.
- 트라이곤(셰이머스 데버[13])는 레이첼의 아버지이며 세계를 파괴할 힘을 가진 이차원의 존재로 묘사되어있다.

### 조연
- 멜리사 로스(셰릴린 펜): 레이첼의 양어머니.[11]
- 콘스탄틴 코바르(안토니 크루파): 오스트리아 비엔나의 갱스터.[14]
- 에이미 로백(린지 고트): 딕 그레이슨의 새로운 파트너인 경찰 탐정.[15]
- 종말론 추종자(자레드 J. 메르즈): 레이첼을 사냥하는 정체불명의 남자.[11]
- 나일스 카울더(브루노 비치어): 둠 패트롤의 리더인 의료계의 유망한 의사.[16]
- 리타 파 / 엘라스티 우먼(에이프릴 볼비): 독성 가스에 노출 된 후 신체를 수축 및 성장할 수 있는 힘을 가지게 된 둠 패트롤의 멤버이자 전 여배우.[17][18]
- 클리프 스틸 / 로봇맨(브렌던 프레이저와 제이크 마이클스): 둠 패트롤의 멤버이자 전직 카레이서로 사고로 자신의 뇌를 로봇 본체에 이식했다. 프레이저가 성우 역할을 하고 사진 속의 스틸의 모습으로 나타난다.[19]
- 래리 트레이너 / 네거티브 맨(맷 보머와 드웨인 머피): 둠 패트롤의 일원으로 부정적인 에너지에 노출되어 머리에서 발끝까지 붕대로 감싸게 된 전 조종사. 맷 보머는 목소리를 연기한다.[20]
- 핵가족 새아빠(재크 스마두)는 핵가족의 아빠가 사망한 후 등장한다.
- 클레이튼 윌리엄스(레스터 스파이트)
- 앤서니 "토니" 주코(리차드 제피어리): 딕의 부모가 죽은 원인을 제공한 강도.
- 닉 주코(토니 맥): 복수심에 찬 토니의 아들.
- 돈 홀 /도브(엘리엇 나이트): 원조 도브인 행크 홀의 남동생.[21]
- 마리 그레인저(머리나 서티스): 던의 사망한 어머니.
- 배트맨(알랭 모우씨와 맥심 사바리아): 브루스 웨인을 연기하지 않았지만 모우씨와 사바리아는 스턴트맨 2인조로 배트맨을 연기했다.[22][23]

## 에피소드
| 번호 | 제목            | 감독               | 작가                                                  | 본 공개 날짜     | 제작 번호 |
| --- | --------------- | ------------------ | ----------------------------------------------------- | ---------------- | --------- |
| 1 | "운명적 만남"   | 브래드 앤더슨      | 아키바 골즈먼, 제프 존스, 그래그 벌랜티               | 2018년 10월 12일 | T15.10146 |
| 어머니 멜리사를 죽인 정체불명의 암살자를 쫓기 위해 10대 소녀인 레이첼 로스는 초능력을 발휘하고 마을을 떠난다. 디트로이트 형사인 딕 그레이슨은 로빈이라는 자경단원의 모습으로 밤의 범죄와 싸운다. 레이첼은 디트로이트 경찰과 조우하고 악몽에서 보았던 딕을 알아보고는 도움을 요청한다. 레이첼이 어머니에 대해 진실을 말한다고 로빈이 깨달았을 때 레이첼은 약물에 취해 납치당한다. 한편 오스트리아, 비엔나에서 코리 앤더슨은 총알에 너덜해진 차의 잔해에서 기억을 잃은 채로 깨어난다. 그녀는 레이첼이라는 소녀를 찾기 위해 배반한 강도 콘스탄틴 코바르를 쫓기로 한다. 코바르가 그녀를 쏘려고 할 때 그녀는 방 안의 코바르와 다른 사람들을 태워버리는 무시무시한 힘을 발휘한다. 어머니를 살해한 범인에게 제물로 바쳐져 살해당하려할 때 레이첼은 정신을 잃고 어둠의 힘을 이끌어 내어 범인을 죽인다. 딕이 도착하고 그녀의 안전을 확보한다. 오하이오 코빙턴의 전자제품 상점에서 밤에 초록색 호랑이가 배회하고는 인간 소년으로 변신한다. |                 |                    |                                                       |                  |           |
| 2 | "호크와 도브"   | 브래드 앤더슨      | 아키바 골즈먼                                         | 2018년 10월 19일 | T13.20902 |
| 딕은 레이첼을 수년간 자신과 함께 범죄와 맞서며 호크와 도브라고 알려진 자경단원인 행크 홀과 던 그레인저에게 데려간다. 행크와 던은 헌신적인 관계임에도 레이첼은 딕과 던이 이전에 엮인 문제가 있고 여전히 풀리지 않음을 느낀다.행크가 질투심에 사로잡혀 딕과 싸울 때 레이첼의 어두운 자아가 싸움을 멈춘다. 핵가족은 레이첼을 되찾아오기로 '작동'되었고 딕의 새로운 파트너인 에이미 로백을 고문해서 딕을 찾으려한다. 호크와 도브는 로빈이 잔인하게 도와 무기상을 쓰러뜨린다. 레이첼은 자신을 행크와 던에게 맡기고 돌아오지 않는 딕을 원망한다. 핵가족은 딕, 행크, 던을 쓰러뜨리고 레이첼을 포획하고 던은 심각한 부상을 입는다. |                 |                    |                                                       |                  |           |
| 3 | "근원을 찾아서" | 케빈 로드니 설리반 | 리차드 하템, 제프 존스, 마리샤 무케르지 & 그레그 워커 | 2018년 10월 26일 | T13.20904 |
| 코리는 레이첼을 추적하고 레이첼을 납치한 핵가족을 감시한다. 레이첼의 어두운 자아는 레이첼을 돕기를 거부하지만 코리가 도착하자 핵가족 아빠를 태워버리고 코리와 빠져나가게 레이첼을 설득한다. 레이첼과 코리는 수녀원으로 향하는데 레이첼이 아기였을 때 그녀의 아버지의 비밀을 숨긴 멜리사가 있는 곳이고 코리가 레이첼을 찾으려 1년 전에 방문한 곳이었다. 딕은 그의 부모님의 죽음이 사고가 아니었고 억만장자인 부르스 웨인이 딕에게 고통을 다른 방식으로 견디는 방법을 가르쳤던 기억을 떠올린다. 레이첼은 가필드 로건과 잠시 만나고 딕이 도착한다. 레이첼의 어두운 자아가 다시 떠오르려 하자 딕과 코리는 그녀를 데리고 수도원으로 향하고 수녀들이 그녀를 지하에 몰래 감금한다. 코리는 그녀가 기억을 잃기 전에 레이븐이라는 종말이 도래한다는 최후의 심판일 예언들을 찾으려 함을 발견한다. 레이첼의 어두은 자아가 그녀를 사로잡아 폭발을 일으켜 레이첼을 빠져나가게 한다.                                                            |                 |                    |                                                       |                  |           |
| 4 | "둠 패트롤"     | 존 포셋            | 제프 존스                                             | 2018년 11월 2일  | T13.20905 |
| 레이첼이 숲 속으로 도망가려 할 때 호랑이의 모습인 가와 마주친다. 가는 레이첼을 자신의 집으로 데려와 레이첼은 클리프스틸 / 로봇맨, 레리 트레이너 / 네거티브 맨, 리타 파 / 엘라스티 걸을 만난다. 나일스 콜더 박사 / 치프가 가 도착하고 이방인을 데려온 가에게 분노하는데 그들의 비밀 거주지였기 때문이었지만 레이첼을 시험하려는 흥미를 가진다. 레이첼이 동의했지만 탁자에서 풀어줄 것을 요구한다. 나일스는 거부하고 방해하려는 가에게 마취 총을 쏜다. 레이첼의 어두운 자아가 나타나 나일스를 공격한다. 한편 딕과 코리는 수녀원이 폐허로 변한 것을 발견하고 레이첼을 쫓아 콜더의 집으로 향한다. 딕은 레이첼을 진정시키고 그녀를 보호해주기로 약속한다. 그가 레이첼, 코리와 떠나자 자신의 삶을 살기로 하려는 클리프에게 자극받아 가는 그들을 따라간다. |                 |                    |                                                       |                  |           |
| 5 | "우리"          | 미라 메논          | 브라이언 에드워드 힐 & 가브리엘 스텐턴                | 2018년 11월 9일  | T13.20906 |
| 딕이 코리, 가, 레이첼과 정식으로 동료가 되고 그들의 힘을 시험한다. 레이첼과 가는 친해지고 딕과 코리는 관계를 나눈다. 아담슨 박사가 새로운 핵가족 아빠를 보낸다. 핵가족이 공격했지만 제압당한다. 딕은 자신이 로빈이라는 사실을 밝힌다. 딕이 아담슨을 찾는데 그는 폭파 장치로 가족을 죽인다. 새로운 공격팀이 나타나 딕을 죽이려 하고 새로운 로빈이 나타나 그를 구한다. |                 |                    |                                                       |                  |           |
| 6 | "로빈과 로빈"   | 캐롤 뱅커          | 리차드 하템 & 제프리 데이비드 토마스                  | 2018년 11월 16일 | T13.20907 |
| 딕과 제이슨 토드, 새로운 로빈은 아담슨을 시카고에 있는 브루스의 안전 가옥에 데려가고 코리, 가, 레이첼이 도착해 합류한다. 과거 배트맨이 자신의 팔 어느 부분에 추적기를 심은 것을 알게 된 딕은 수술용 칼로 제거한다. 제이슨은 딕에게 그의 부모님과 서커스에서 같이 일하는 동료들을 모두 살해하는 누군가가 있다고 말한다. 딕은 클레이튼 윌리엄스를 찾고 그는 유일한 생존한 공연자이자 다음 목표가 된다. 클레이튼이 닉 주코에게 납치당하는데 그는 그레이슨 부부를 살해한 강도인 토니 주코의 아들이다. 닉은 딕에게 복수하기 원했고 딕은 그의 모든 가족을 살해한 마로니스를 탓한다. 제이슨은 딕을 도와 닉을 무력화하지만 딕은 불필요한 잔인함에 불행해진다. 한편 아담슨은 코리에게 자신은 오직 레이첼과 얘기할 것이라고 말한다. |                 |                    |                                                       |                  |           |
| 7 | "정신병원"      | 알렉스 칼림니오스  | 브라이언 에드워드 힐 & 그레그 워커                    | 2018년 11월 23일 | T13.20908 |
| 아담슨은 레이첼의 감정적인 힘을 이끌어내 자신을 구하려고 목을 긋는다. 그는 딕과 코리에게 레이첼은 세계를 정화할 것이라고 알린다. 아담슨은 레이첼의 친어머니인 안젤라 아자라스에 대해 이야기하는데 버려진 정신병원에 감금되어 있다고 알린다. 그들이 정신병원에 도착했을 때 생포되는데 딕, 가, 코리는 고문을 당한다. 아담슨은 그들에게 만약 레이첼에게 그녀의 아버지를 부르면 고통을 끝내주겠다고 약속하지만 레이첼은 대신 아담슨을 죽인다. 레이첼은 안젤라를 찾고 그녀는 자신의 친딸임을 증명한다. 안젤라를 찾은 레이첼은 다른 이들을 풀어주지만 가는 정신병원 의사를 죽여 트라우마에 빠진다. 그들은 탈출하면서 코리가 정신병원을 태워버리고 딕은 자신의 로빈 복장을 태운다. |                 |                    |                                                       |                  |           |
| 8 | "도나 트로이"   | 데이비드 프레이지  | 리차드 하템 & 마리샤 무케르지                         | 2018년 11월 30일 | T13.20909 |
| 기차를 타고 레이첼, 가, 코리가 안젤라와 동행하며 오하이오에 있는 그녀의 집으로 향하는 도중 딕은 오랜 친구인 도나 트로이와 재결합하기 위해 떠난다. FBI는 코리를 찾기 위해 기차를 멈추지만 그녀와 일행은 기차 폭발을 유도하여 탈출한다. 레이첼이 힘을 써서 코리의 기억을 되찾아주자 도나는 딕이 코리의 저장소에 담아두었던 사진의 글자를 번역한다.도나가 고대의 잃어버린 언어를 통역하자 코리의 임무가 레이첼을 죽이는 것임을 알게 된다. 코리에게 기억이 스쳐가고 레이첼의 목을 움켜쥔다. |                 |                    |                                                       |                  |           |
| 9 | "행크와 돈"     | 아키바 골즈먼      | 제프 존스                                             | 2018년 12월 7일  | 추후 공개 |
| 던이 여전히 의식불명일 때 행크는 어린 시절 자신의 동생 도니가 괴롭힘 당하는 것을 막기 위해 미식축구 코치가 자신을 추행하게 두었던 기억을 떠올린다. 대학에서 행크와는 자경대인 호크와 도브가 되어 성범죄자를 처벌한다. 던은 무의식 중에 발레리나였던 자신의 삶과 마지막으로 보았던 어머니의 모습을 떠올린다. 던의 어머니와 도니는 같은 사고로 죽었고 던과 행크는 상담 도중에 서로를 알게 된다. 던은 행크가 과거에 호크임을 알게 된다. 그는 던에게 학대당한 사실을 말해주었지만 코치를 용서해본 적이 없으며 이는 자신에게 벌어진 사건과 마주하지 못하기 때문이었다. 던은 추행범을 찾아 자백을 요구하는데 서로 잔인하게 싸우던 중에 행크가 도착해서 코치를 물리친다. 행크와 던은 함께 밤을 보낸다. 현실로 돌아와 던이 일어나면서 행크에게 제이슨 토드를 찾고 레이첼을 돕자고 말한다. |                 |                    |                                                       |                  |           |
| 10 | "코리안더"      | 마자 브르빌로      | 가브리엘 스텐턴                                       | 2018년 12월 14일 | 추후 공개 |
| 도나는 코리가 레이첼을 죽이려던 것을 막는다. 딕과 도나는 후회가 되었지만 코리가 왜 버려진 창고에 갔고 우주선이 코리에게 문을 열어주었는지 혼란스러워 한다. 그녀는 코리안더로 타마란 행성 출신이고 레이첼이 지구와 타마란에 파멸을 가져오기 전에 그녀를 파괴하는 임무가 있었다. 레이첼의 아버지는 트라이곤으로 세계를 파괴할 힘을 가진 이차원의 존재였다. 딕, 도나, 코리는 안젤라가 트라이곤을 돕고 있음을 알게 된다. 가는 죽어가고 안젤라는 레이첼을 설득해 트라이곤을 부르려 한다. 안젤라는 성공하고 트라이곤과 다시 재회한다. 트라이곤은 가를 치료하고 안젤라에게 레이첼의 심장을 파괴하면 세계를 멸망시킬 수 있다고 한다. 딕, 도나, 코리가 도착했지만 딕만이 안젤라의 집을 둘러싼 미지의 장벽을 통과한다. |                 |                    |                                                       |                  |           |
| 11 | "딕 그레이슨"   | 글렌 윈터          | 리차드 하템                                           | 2018년 12월 21일 | 추후 공개 |
| 5년 뒤 딕은 임신한 던과 그들의 아들인 존과 행복하게 산다. 레이첼과 가는 대학을 다닌다. 하반신이 마비가 된 제이슨은 딕에게 브루스가 조커를 죽이려는 것을 막아달라고 부탁한다. 딕은 고담으로 떠나 FBI 요원이 된 코리와 재결합한다. 배트맨은 조커를 포함한 아캄 수용소의 모두를 죽인다. 딕은 배트맨의 비밀을 경찰에게 밝혀 그를 체포해야 할지 고민한다. 코리와 경찰틍공대는 웨인 저택을 습격하지만 배트맨이 전부 학살한다. 분노한 딕은 저택을 폭파하고 돌무더기에 갖힌 배트맨을 발견하자 죽인다. 현재로 돌아와 레이첼은 딕이 트라이곤의 노예가 되고 미래를 보고 두려워하고 어두운 미래와 배트맨이 딕에게 살해당하는 것은 사실 트라이곤이 딕을 어둠에 사로잡히게 하려 만든 환상임을 깨닫는다. 후에 메트로폴리스 어디선가 연구대상 13호라고 지정되고 슈퍼맨 마크를 문신한 남자가 실험실을 탈출한다. 그는 또한 눈이 붉게 빛나는 레브라도 리트리버도 풀어준다.                                                                          |                 |                    |                                                       |                  |           |

## 제작

### 기획
케이블 채널 TNT에서 방영되기로 하고 액션 영화인 DC 타이탄 프로젝트는 기대를 받으며 2014년 9월에 발표되었다. 2014년 12월까지 아키바 골즈먼과 마크 하임스는 딕 그레이슨이 배트맨의 그늘에서 벗어나 스타파이어, 레이븐, 호크, 도브, 오라클과 같은 히어로를 이끄는 리더인 나이트윙의 역할을 맡겼다. 견본은 2015년 중반 토론토에서 촬영이 예정되었다. 2015년 5월 TNT의 사장 케빈 라일리는 영화 촬영이 고정된 캐스팅으로 시작하길 바라며 원본에 매우 충실하면서도 획기적인 작품이 될 것이라고 말했다. 이 시리즈는 처음 토론토에서 2015년 중반에 촬영을 시작할 때 타이탄과 블랙 버드라는 제목으로 불렸다. 제작은 10월로 연기되었다. 2016년 1월 TNT가 더 이상 프로젝트를 추진하지 않을 것이라고 발표했다. 2016년 2월 제프 존스는 "우리(DC 코믹스)는 TNT가 DC 타이탄을 퇴짜놓을 것이라는 사실을 수 개월에 걸쳐서 깨달았다. 그것은 우리에게 새로운 소식이 아니다. 우리는 DC 타이탄을 위한 계획이 있다. 이는 DC의 일부분이며 우리는 계획이 있다."고 했다. 골즈먼과 7년 동안 각본을 구상한 존스는 2018년 10월에 이 프로젝트가 딕 그레이슨 영화화 판권 확보에 달려 있다고 말했다.  그는 "로빈 없이는 DC 타이탄을 제작할 수 없다... 그래서 소유권 확보를 위한 많은 사전 작업이 있었다."고 말했다. 이전의 타이탄 프로젝트 제작은 배트맨 판권에 의해 방해 받았다.
2017년 4월 워너 브라더스는 2018년에 DC 코믹스 고유의 직접 소비자 디지털 서비스에 데뷔 할 것이라고 발표했다. 이 시리즈는 아키바 골즈먼, 존스, 그레그 벌랜티 및 사라 쉑터가 제작했으며 골즈먼, 존스, 벌랜티는 견본 에피소드를 썼다. 이들 모두는 워너 브라더스 텔레비전과 협력하는 위드 로드 픽처스와 벌랜티 프로덕션의 시리즈 제작자이기도 하다. 2018년 10월 DC 타이탄은 뉴욕 코믹콘에서 시리즈 초연을 앞두고 시즌2을 위해 리뉴얼되었다. 그렉 워커와 존 포셋이 시즌2의 수석 프로듀서로 추가되었다. 같은 달, 존스는 데스스트로크의 새로운 버전이 마침내 나타날 것이라고 했다.
12개의 에피소드가 처음 발표되었지만 2018년 12월 11번째 에피소드는 첫 번째 시즌 피날레로 장식되었다. 열두번째 에피소드는 시즌2 첫편으로 옮겨졌다.

### 각본
존스는 이 시리즈가 1980년대의 '틴 타이탄'  만화에서 영감을 받았는데 그 만화는 스토리가 풍부하고 그 시대에 비해 혁명적이기 때문이라고 한다. 그는 "모든 타이탄이 다른 작품으로 들어가는 관문이라는 생각에 정말로 기대고 싶었다. 레이첼(레이븐)이 함께해 초자연적이고 두려우며 첫 번째 시즌은 레이븐이 누구이고 타이탄이 레이븐을 두고 활약하는 내용에 초점을 맞추었다."고 한다. 존스는 TV 시리즈인 리버 데일이 10대를 겨냥하지 않았지만 어드벤처라고 평가한 반면 이번 시리즈는 좀 더 어른스럽다고 했다. 그는 "다른 작품들과는 전혀 다른 것을 하고 싶다. 우리는 기존 DC 작품처럼 환영을 받거나 허무주의가 되지 않기를 바란다."고 했다. 골즈먼은 이 시리즈가 계속되면 흩어진 사람들은 어떻게 응집할 것인지 그런 의지를 가질 것인지 묻게 될 것이라고 한다. 존스는 견본에서 로빈이 배트맨을 욕하는 악명높은 대사는 대본에 나중에 추가되었다고 말했다. 스웨이츠는 그 대사에 대해 "나는 그것이 완벽하다고 생각했다... 이 작품은 배트맨에 대한 이야기가 아니다. 딕에 관한 이야기이다."라고 했다.

### 캐스팅
2017년 8월 초 티건 크로프트가 레이븐으로 캐스팅되었고 이따라 그달 말에 애나 디옵이 스타파이어로 그리고 브렌턴 스웨이츠가 딕 그레이/로빈으로 캐스팅되었다. 2017년 10월 라이언 포터가 비스트보이로 캐스팅 되었다.
2017년 9월 초 앨런 리치슨과 밍카 켈리는 각각 행크 홀 / 호크와 던 그레인저 / 도브로 조연 역할을 맡았다. 린지 고트는 그 달 말에 에이미 로백으로 캐스팅되었다. 2018년 1월 시머스 데버는 알려지지 않은 역할을 맡았고 둠 패트롤의 멤버는 브루노 비치어가 나이스 카울더 / 치프를 에이프릴 볼비는 리타 파 / 엘라스티걸을 제이크 마이클스는 클리프 스틸 / 로봇맨을 맷 보머는 래리 트레이너 / 네거티브 맨을 연기하는 것으로 발표되었다. 커랜 월터스와 코너 레슬리는 각각 제이슨 토드와 도나 트로이 / 원더걸로 나타난다.  2018년 8월 엘리엇 나이트는 돈 홀 / 도브로 캐스팅되었다.

### 영화 촬영
첫 번째 시즌 촬영은 2017년 11월 15일 토론토, 해밀턴, 온타리오에서 시작하여  2018년 6월 28일에 종료했다.

## 방영
DC 타이탄은 2018년 10월 12일에 첫 선을 보였으며 매주 DC 유니버스에서 새 에피소드가 공개되었다. 첫 번째 시즌은 11 개의 에피소드로 구성되었다.
DC 타이탄의 첫 번째 에피소드는 2018년 10월 3일 뉴욕 코믹콘에서 상영되었다.  이 시리즈는 2019년 1월 11일부터 미국 이외의 지역에서 넷플릭스를 통해 스트리밍되었다.

## 반응
영화 및 TV 리뷰 사이트인 로튼 토마토에서 DC 타이탄은 82%의 "Certified Fresh"평가를 받았으며 38건의 리뷰를 토대로 10점 만점에 6.61점을 받았다. 이 사이트의 중요한 공감대는 다음과 같다. "약간의 다그치는 평판이 있더라도 DC 타이탄은 원작에 충실했고 각각의 스토리가 이어지면 진정한 빛을 보인다."  또 다른 리뷰 사이트인 메타크리틱은 이 시리즈에 8명의 비평가를 기준으로 100점 만점에 55점을 부여하여 "의견이 분분한 리뷰 또는 평균 리뷰"를 나타냈다.
폴리곤의 수잔나 폴로는 "어두운 주제와 잔인한 폭력, 유머를 곁들였고 각 캐릭터의 이야기를 충분히 풀어 서로의 스토리와 연결짓게 했다."고 호평했다. 코믹북닷컴의 찰리 리질리는 디옵이 "미묘하고도 진취적인 표현으로 많은 비밀과 음모를 떠올리게 하지만 이면에 바로 아래에 숨어있는 일관된 맹렬한 태도와 강인함이 있다"고 썼다. 너디스트 로지 나이트는 "캐스팅이 DC 타이탄을 매우 즐겁게 만드는 핵심에 있다"라고 쓰면서 대본에도 찬사를 보냈다.
포브스 기고가인 메릴 바는 The CW의 리버 데일 비유하여 "십대 타이탄이 지난 수십 년 동안 얻어온 활발한 이미지에서 아주 떨어진 어둡고 껄끄러운 시리즈"라고 묘사했다. 바는 둘 모두를 즐기는 시청자는 시리즈 중간에 이르면 몰두하는 스스로를 찾아 낼 것"이라고 했다.
반대로 스크린 란트의 케빈 요맨은 쇼의 과도한 폭력에 대해 비판적이었다. DC 타이탄은 "일반적인 수퍼 히어로나 캐릭터에 몰입감이 없다."라고 적었다. 유사하게, 콜리더 의 빈느 맨쿠소는 "만약 당신이 옛날 방식의 극도로 폭력적이고 무서운 스토리텔링의 팬이라면 이것은 올바른 예가 아니다"라고 말했다.
시리즈 초연을 앞둔 2018년 7월 애나 디옵은 스타파이어 캐스팅을 인종 차별적인 공격으로 소셜 미디어에서의 존재감이 떨어졌다.

## 스핀오프
DC 유니버스는 2018년 5월 액션 시리즈인 둠 패트롤이 견본 없는 제작 주문을 받았다고 발표했다. 제레미 카버, 벌랜티, 존스가 제작했고 또한 셰크터와 함께 워너 브라더스의 감독을 했다. 텔레비전과 벌랜티 프로덕션은 DC 타이탄과 세계관이 같고 로봇맨, 네거티브 맨, 엘라스티 걸, 크레이지 제인으로 구성되어 나일스 박사인 치프가 이끄는 둠 패트롤이 싸이보그에게서 미션을 받는 이야기를 기대한다. 제작은 2018년 8월에 시작되었고 카버는 각본을 맡아 2019년에 출시 예정이다. 브렌던 프레이저와 릴리 샤나한은 제이크 마이클스를 대신해 로봇맨을 연기한다. 프레이져는 캐릭터에 목소리를 내기도하고 플래쉬 백으로 스틸에 나타나는 반면 샤나한은 로봇맨을 직접 연기한다.  또한 티머시 돌턴은 비치어를 대신해 콜더를 연기한다. 둠 패트롤은 2019년 2월 15일에 첫 방영한다.